# Fortunio Spira
Fortunio Spira (né Sebastiano Spira à Bomarzo vers la fin du XVe siècle et mort à Venise le 20 mars 1559) est un humaniste et écrivain italien.

## Biographie
Fortunio Spira est le fils de Ser Giovanni di Ser Nicolò et de Susanna di Ser Anselmo.
On ne sait rien de son éducation, qui devait être d'un bon niveau puisque dans les années 1530, on le retrouve à Venise, où il était arrivé depuis  Rome, avec une réputation d'orientaliste et de poète. À Venise, il a entretenu des relations étroites avec les représentants officiels de l'aristocratie de la ville et les  plus importants cercles culturels. Secrétaire de l'archevêque de Nicosie Livio Podocataro puis de son frère Cesare, proche de la famille Venier et inscrit à l'Académie Venier, il est appelé en 1535 avec Titien et Sebastiano Serlio à signer le mémorial avec lequel le philosophe franciscain Francesco Zorzi a soutenu le projet sansovinien de construction de l'église San Francesco della Vigna.
Ami et correspondant de Pietro Aretino par le passé il était considéré comme l'auteur de la Vita di Pietro Aretino del Berna (1538), un pamphlet férocement anti-arétinien considéré finalement comme l'œuvre de Giovanni Alberto Albicante,.
Ses compétences de philosophe et d'amoureux des langues orientales ne sont pas documentées. Bernardo Tasso lui reproche une certaine « négligence » dans l'écriture.
Il reste de lui 26 poèmes en vers (25 sonnets et une ballade) inclus dans deux des plus importants recueils de rimes de l'époque. Il s'agit surtout de rimes d'amour, mais aussi des sonnets de circonstance (In morte di Pietro Bembo) et de correspondances. Girolamo Parabosco le présente comme l'un des membres de la Brigade des Diporti (1550) et met ses vers en musique (Madrigali a cinque, Venise, 1546).
Fortunio Spira est mort à Venise le 20 mars 1559,.